# C-4
C-4 (forkortelse for Composition 4) er et plastisk, brisant sprængstof, der i særlig grad finder anvendelse inden for militæret.
Som plastisk sprængstof er det konstrueret som ekstra sikkert mod stød og varme, samt særdeles formbart. Dog vil man ved en eventuelt formning ælte ilt og jord ind i sprængstoffet, hvilket vil reducere sprængkraften. Således forsøges dette undgået af professionelle og er angiveligt mere udbredt på film.
Sprængstoffet blev viderudviklet gennem 1960'erne fra et britisk sprængstof kaldet "Nobel 808", der bestod af RDX, mineralsk olie og lecitin. C-4 er en del af en gruppe sprængstoffer, der desuden tæller C, C-2 og C-3, der indeholder forskellige mængder af RDX.
Fordelen ved netop dette sprængstof i forhold til andre, er dels dets formbarhed, dels dets udholdenhed og sikkerhed, da der almindeligvis kræves en detonator for at kunne bringe det til sprængning. Dette skal ses i modsætning til f.eks. nitroglycerin, der er ekstremt følsomt overfor stød.